# هورلی (ویسکانسین)
هورلی، ویسکانسین  (به انگلیسی: Hurley) شهری در شهرستان آیرون ایالت ویسکانسین است که در سال ۱۹۱۸ بنیان‌گذاری شده‌است. این شهر طبق سرشماری سال ۲۰۱۰ میلادی ۱٬۵۴۷ نفر جمعیت داشته‌است.